# Club Atlético San Lorenzo de Almagro (baloncesto)
El equipo profesional masculino de básquet del Club Atlético San Lorenzo de Almagro es originario de la Ciudad de Buenos Aires, y actualmente juega en la máxima categoría del básquetbol argentino, la Liga Nacional de Básquet (LNB). En el periodo 1942-1973, se destacó por lo hecho a nivel amateur y semi-amateur, en el que consiguió 29 títulos a nivel regional, ganó el Campeonato Argentino de Clubes, y fue subcampeón sudamericano en 1958. Además, fue uno de los clubes fundadores de la Liga Nacional, jugando el partido inaugural de dicho torneo el 26 de abril de 1985,frente a Argentino de Firmat. 
Si bien el club es conocido principalmente por su parte futbolística, también es uno de los clubes más importantes del país y Sudamérica en el ámbito basquetbolístico, siendo multicampeón en varios momentos de su historia. Tiene en su haber cinco Ligas (2015-16, 2016-17, 2017-18,2018-19 y 2020-21), dos Liga de las Américas, y otros títulos como un Super 4, y dos Supercopas.San Lorenzo es el primer, y hasta ahora, el único equipo del básquet argentino que enfrentó a un equipo de la NBA.

## Historia

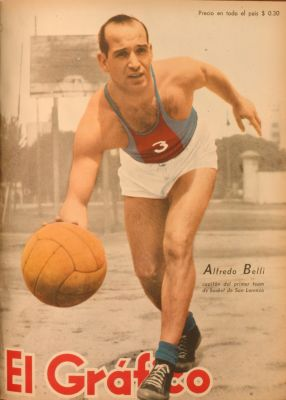
Alfredo Belli en El Gráfico

### Comienzos en la era amateur

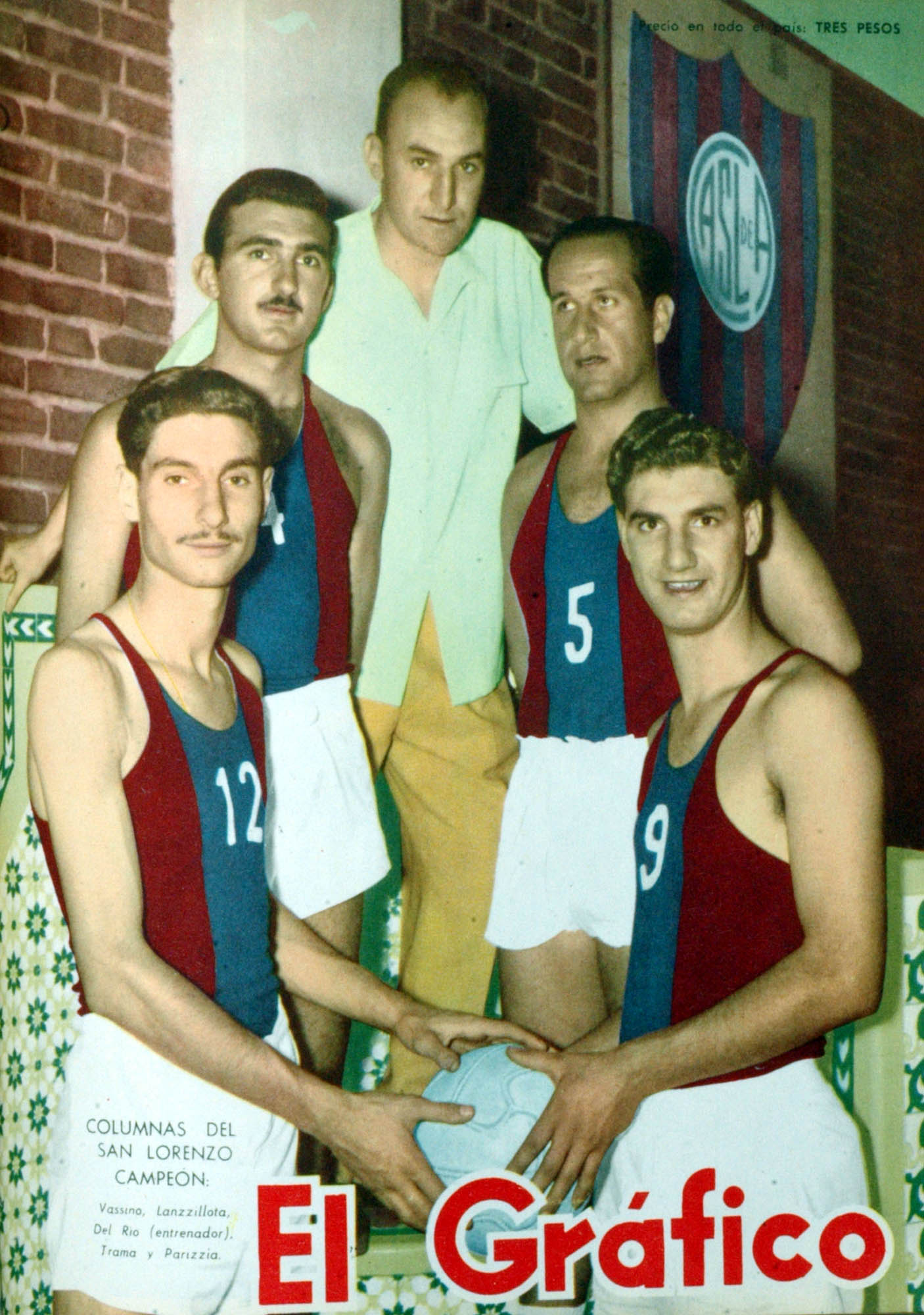
Equipo de San Lorenzo de Almagro en 1957.

El básquet en San Lorenzo comenzó en la década del ´30. Cosechó 30 títulos a nivel amateur y semi-amateur, y 3 Ligas Nacionales a nivel profesional. El primer año de gloria fue 1942: ganó el Torneo Apertura, y el Campeonato Oficial de la Asociación de Buenos Aires, para darle inicio a lo que serían 30 años de logros prácticamente ininterrumpidos. En esos años, también ganó el Apertura 1943, y repitió el doblete (Apertura y Oficial) en 1946, 1949 y 1950, con el tridente Belli-Capece-Trama a la cabeza, más otras figuras de la talla de Armando Bo y Francisco Sommariva.
Luego de ganar el Apertura en 1951 (ese año enfrenta a los Harlem Globetrotters en el Luna Park) y 1952, y el Oficial en 1954, comenzaría el período más exitoso en la historia del básquet sanlorencista. En 1956 se queda con el Campeonato Oficial de manera invicta, y también gana su primer Metropolitano. Al año siguiente repite a nivel bonaerense, se lleva el Apertura, y realiza la primera de sus giras por el exterior: va a Brasil, gana 8 de 12 partidos, y termina empatado con Palmeiras, en la primera posición. La delegación en aquella salida estuvo integrada por Ricardo Lanzillotta (capitán), Herberto Fagnani, Edgar Parizzia, Oscar Zagatti, Carlos Vasino, Vicente Lazzara, Erio Cassetai y Carlos Marranzino, con Francisco del Río como DT.

### Campeón nacional y subcampeón sudamericano
Los éxitos continuaron en un 1958 histórico: llegó su primer título a nivel nacional, ganando el Campeonato Argentino de Clubes, ante rivales del interior, como Unión de Santa Fe. La consagración a nivel nacional le dio un valor todavía más grande: disputar su primera copa oficial en el exterior. Ese año juega en Quito la cuarta edición del Campeonato Sudamericano de Clubes Campeones y consigue el subcampeonato, detrás del Defensor Sporting de Uruguay.

### Supremacía regional
A nivel local San Lorenzo se lleva el Apertura 1958, y finalizó tercero en el Campeonato de Buenos Aires (que ganaría en 1959 y 1960. En 1966 se queda con el Apertura de manera invicta, en 1967 se lleva el Metropolitano y el Apertura y en 1968 repite el Metropolitano, sumándole además el Campeonato de Buenos Aires. Las figuras de aquellas conquistas era fueron Massolini, Perales, Perroni, Visciglia y Vasino. Los ´70 arrancan con el título en el Metro 1970 y prosiguieron con la obtención del Metropolitano y el Campeonato de Buenos Aires de 1971. Con el proceso de renovación, la época de gloria empezó a quedar lentamente atrás. El Campeonato de 1973 fue el último título oficial del equipo hasta la Liga Nacional de Básquet 2015-16.

### Ocaso en el profesionalismo
En 1985, dio el salto inicial de la Liga Nacional de Básquet, con León Najnudel como el encargado de lanzar el balón al aire, enfrentando a Argentino de Firmat en Obras Sanitarias. Aquel año el Ciclón ganó 8 de 28 partidos y terminó perdiendo la categoría. En 1986, la dirigencia decidió abandonar la práctica de la disciplina. En total, el básquet estaría ausente del club por siete años, realizando su regresó en 1993, aunque recién tres temporadas más tarde (1996) volvió a competir en los torneos de Primera de Capital Federal.

### Resurgimiento
En 2012, de la mano de Marcelo Tinelli, se decide reimpulsar el básquet azulgrana. El crecimiento fue progresivo: en el 2013 consigue el derecho a participar en el Torneo Federal, ganando el Pre-Federal. Luego llegó la compra de plaza para disputar el Torneo Nacional de Ascenso, y la fusión con 9 de julio en el 2015, para disputar la Liga Nacional. Finalmente, en 2015/16, consigue su primer título de LNB, y clasifica por primera vez a la Liga de las Américas.
A la temporada siguiente repite el título ganando la LNB 2016/17, eso no fue todo ya que también ganó dos copas nacionales el Super 4 en el año 2017, y la Supercopa de la liga en el año 2018.

### Campaña 2014-2015 en el Torneo Nacional de Ascenso
En el inicio de la temporada, el equipo se consolidó como uno de los candidatos a ganar la zona, aunque en definitiva el primer puesto se lo quedó Ferro Carril Oeste quien luego sería semifinalista del Torneo.
Luego de la primera ronda y en la fase de conferencias, el equipo tuvo un rendimiento irregular y llegó a los playoff en el 8° lugar y se enfrentó con la fusión GEPU-Española, a quién derrotó en 5 juegos. Luego debió enfrentar a Club Sportivo 9 de julio, a la postre uno de los ascendidos, con el cual perdió en 4 juegos. El campeón de la temporada 2014-2015 fue Instituto de Córdoba.

### Campaña 2015-2016 en la Liga Nacional de Básquet
En 2015, San Lorenzo compra una plaza para la Liga Nacional de Básquet por parte de una fusión entre 9 de julio de Río Tercero y San Lorenzo. El equipo fue comandado por Julio Lamas para afrontar la temporada 2015-16. Tras un final de temporada regular vertiginoso, San Lorenzo logra acceder a los playoffs. Se consagró campeón de la conferencia sur venciendo a Obras (3-0), Gimnasia Indalo (3-1) y Bahía Basket (3-1). En la final, superó a La Unión de Formosa con un contundente 4 a 0, logrando su primer campeonato de LNB (el segundo a nivel nacional contando el Campeonato Argentino de Clubes de 1958). Walter Herrmann fue elegido MVP de la final y fue incluido en el mejor quinteto de la Liga Nacional.

### Campaña 2016-2017
Ya consagrado como el campeón argentino, San Lorenzo tuvo una reestructuración muy grande en su plantel, ya que solo quedaron el base Nicolás Aguirre y Marcos Mata. Para reforzar el equipo llegaron jugadores de talla, como Gabriel Deck, Mathías Calfani, Selem Safar, Santiago Scala y Jerome Meyinsse, con el objetivo de retener la Liga Nacional y conquistar la Liga de las Américas.
En la fase regional de la Liga el equipo tuvo un buen rendimiento, terminando en primer lugar con un récord de 14 victorias y 4 derrotas, clasificando al Super 4 que se disputó a principios de 2017. El equipo de Julio Lamas venció en las semifinales de ese torneo a Estudiantes Concordia 83-78 y al día siguiente derrotó al local San Martín de Corrientes por 70 a 59.
Después de lograr el primer título de la temporada, San Lorenzo apuntó todos sus cañones a conquistar la Liga de las Américas. Fue sede de la primera fase, y al ganar los tres partidos del grupo logró su boleto a las semifinales jugadas en Puerto Rico. Lamentablemente el equipo llegó a esa fase con el plantel plagado de lesiones, achicando considerablemente la rotación. Aunque logró ganar el primer partido, cayó sin atenuantes ante Bahía Basket obligando al equipo a vencer al local Leones de Ponce en la última jornada. San Lorenzo batalló hasta la última bola, pero con un arbitraje polémico y las lesiones nombradas anteriormente, perdió en doble tiempo suplementario 107-115, quedando eliminado de la competencia continental.
Después de su primera experiencia en la Liga de las Américas, el Ciclón puso su cabeza en lograr el bicampeonato local. Terminó primero en la fase regular, y en los playoffs mostró su mejor versión. En semifinales de conferencia superó con categoría a Gimnasia (CR) (3-0) y en la final de conferencia a Quilmes (3-0) para llegar fácilmente a la final. En la definición derrotó a Regatas (Corrientes) 4-1 con una autoridad feroz, consagrándose bicampeón de la Liga Nacional siendo Gabriel Deck el MVP de las finales. Esa apabullante postemporada claramente puso a ese equipo como uno de los mejores de la historia de la Liga, venciendo a sus rivales por una media de 21.6 puntos, y terminando con un récord de 10-1.

## Datos del club
En negrita torneos activos.
| Torneos Nacionales             | Participaciones | Mejor ubicación                                    | Peor ubicación |
| ------------------------------ | --------------- | -------------------------------------------------- | -------------- |
| Liga Nacional de Básquet       | 12              | 1.° (2015-16, 2016-17, 2017-18, 2018-19 y 2020-21) | 19.° (2022-23) |
| Campeonato argentino de clubes | 15              | 1.° (1958)                                         | ¿?             |
| Supercopa de La Liga           | 2               | 1.° (2017-18, 2018-19)                             | Campeón        |
| Torneo Súper 20                | 3               | 1.° (2019)                                         | 3.° (2017)     |
| Torneo Súper 4                 | 1               | 1.° (2016-17)                                      | Campeón        |
| Torneo Nacional de Ascenso     | 1               | 8.° (2014-15)                                      | 8.°            |

| Torneos Internacionales                     | Participaciones | Mejor ubicación  | Peor ubicación          |
| ------------------------------------------- | --------------- | ---------------- | ----------------------- |
| Copa Intercontinental FIBA                  | 2               | 3.° (2019, 2020) | Tercer Lugar            |
| Liga de las Américas - BCLA                 | 5               | 1.° (2018, 2019) | Cuartos de final (2021) |
| Liga Sudamericana                           | 1               | 2.° (2024)       |                         |
| Campeonato Sudamericano de Clubes Campeones | 1               | 2.° (1958)       | Subcampeón              |

| \| \| Club \| País \| Ciudad \| PJ \| PG \| PP \| TF \| TC \| Dif PJ \| Primer Partido \| \| -------------------- \| ------------------------- \| -------------- \| ------------------- \| -- \| -- \| -- \| ---- \| ---- \| ------ \| ------------------------------------------------ \| \| \| Virtus Bolonia \| Italia \| Bolonia \| 1 \| 0 \| 1 \| 57 \| 75 \| -1 \| Copa Intercontinental 2019: D: 57-75 \| \| \| AEK Atenas \| Grecia \| Atenas \| 1 \| 0 \| 1 \| 64 \| 86 \| -1 \| Copa Intercontinental 2019: D: 64-86 \| \| \| \| \| \| \| \| \| \| \| \| \| \| \| Austin Spurs \| Estados Unidos \| Austin, Texas \| 1 \| 1 \| 0 \| 77 \| 59 \| +1 \| Copa Intercontinental 2019: V: 77-59 \| \| \| Rio Grande Valley Vipers \| Estados Unidos \| Edinburg, Texas \| 1 \| 1 \| 0 \| 96 \| 90 \| +1 \| Copa Intercontinental 2020: V: 96-90 \| \| \| Fuerza Regia \| México \| Monterrey \| 1 \| 1 \| 0 \| 83 \| 59 \| +1 \| Liga de las Americas 2018 - Grupo E: V: 83-59 \| \| \| Capitanes de Arecibo \| Puerto Rico \| Arecibo \| 2 \| 2 \| 0 \| 177 \| 125 \| +2 \| Liga de las Americas 2017 - Grupo C: V: 82-63 \| \| \| Leones de Ponce \| Puerto Rico \| Ponce \| 1 \| 0 \| 1 \| 107 \| 115 \| -1 \| Liga de las Americas 2017 - Grupo F: D: 107-115 \| \| \| \| \| \| \| \| \| \| \| \| \| \| \| Estudiantes de Concordia \| Argentina \| Concordia \| 1 \| 1 \| 0 \| 101 \| 78 \| +1 \| Liga de Las Américas 2018 - Semifinal: V: 101-78 \| \| \| Ferro \| Argentina \| Buenos Aires \| 1 \| 1 \| 0 \| 73 \| 65 \| +1 \| Liga de Las Américas 2018 - Grupo E: V: 73-65 \| \| \| Obras Sanitarias \| Argentina \| Buenos Aires \| 2 \| 2 \| 0 \| 173 \| 154 \| +2 \| Champions '21 - Grupo C: V: 86-81 \| \| \| San Martín de Corrientes \| Argentina \| Corrientes \| 1 \| 1 \| 0 \| 71 \| 59 \| +1 \| Liga de Las Américas 2019 - Grupo C: V: 71-59 \| \| \| Quimsa \| Argentina \| Santiago del Estero \| 3 \| 1 \| 2 \| 281 \| 288 \| -1 \| Champions '19-20 - Semifinal: D: 84-91 \| \| \| Weber bahia \| Argentina \| Bahía Blanca \| 1 \| 0 \| 1 \| 69 \| 89 \| -1 \| Liga de Las Américas 2017 - Grupo F: D: 69-89 \| \| \| Paulistano \| Brasil \| São Paulo \| 2 \| 2 \| 0 \| 163 \| 140 \| +2 \| Liga de Las Américas 2018 - Grupo B: V: 87-82 \| \| Bandera de ? \| Río Grande \| Brasil \| Desconocido \| 1 \| 1 \| 0 \| 70 \| 47 \| +1 \| Sudamericano 1958: V: 70-47 \| \| \| Franca B.C. \| Brasil \| Franca \| 5 \| 4 \| 1 \| 373 \| 362 \| +1 \| Champions '19-20 - Cuartos de final: D: 59-75 \| \| \| Mogi das Cruzes \| Brasil \| Mogi das Cruzes \| 6 \| 6 \| 0 \| 540 \| 465 \| +6 \| Liga de Las Américas 2018 - Grupo B: V: 101-96 \| \| \| São Paulo F.C. \| Brasil \| São Paulo \| 1 \| 0 \| 1 \| 75 \| 78 \| -1 \| Liga de Las Américas 2018 - Grupo B: V: 87-82 \| \| \| Deportivo Español \| Chile \| Talca \| 1 \| 1 \| 0 \| 116 \| 51 \| +1 \| Liga de Las Américas 2018 - Grupo B: V: 116-51 \| \| \| Deportivo Las Ánimas \| Chile \| Valdivia \| 2 \| 2 \| 0 \| 182 \| 123 \| +2 \| Liga de Las Américas 2019 - Grupo C: V: 93-70 \| \| Universidad de Chile \| Universidad de Chile \| Chile \| Santiago de Chile \| 1 \| 1 \| 0 \| 63 \| 58 \| +1 \| Sudamericano 1958: V: 63-58 \| \| \| Liga Vallecaucana (†) \| Colombia \| Cali \| 1 \| 0 \| 1 \| 64 \| 67 \| -1 \| Sudamericano 1958: D: 64-67 \| \| \| Liga de Quito \| Ecuador \| Quito \| 1 \| 1 \| 0 \| 77 \| 55 \| +1 \| Sudamericano 1958: V: 77-55 \| \| \| Sport Oriente \| Ecuador \| Guayaquil \| 1 \| 1 \| 0 \| 68 \| 51 \| +1 \| Sudamericano 1958: V: 68-51 \| \| \| Olimpia Kings \| Paraguay \| Asunción \| 1 \| 1 \| 0 \| 65 \| 55 \| +1 \| Sudamericano 1958: V: 65-55 \| \| \| Biguá de Villa Biarritz \| Uruguay \| Montevideo \| 2 \| 2 \| 0 \| 201 \| 179 \| +2 \| Champions '19-20 - Grupo A: V: 97-91 \| \| \| Hebraica y Macabi \| Uruguay \| Montevideo \| 2 \| 2 \| 0 \| 182 \| 159 \| +2 \| Liga de las Americas 2017 - Grupo C: V: 82-75 \| \| \| Sporting Club Uruguay (†) \| Uruguay \| Montevideo \| 1 \| 0 \| 1 \| 56 \| 57 \| -1 \| Sudamericano 1958: D: 56-57 \| \| \| Guaros de lara \| Venezuela \| Barquisimeto \| 2 \| 1 \| 1 \| 121 \| 127 \| 0 \| Liga de las Américas 2019 - Grupo F: D: 57-66 \| \| \| TOTAL \| 13 paises \| 26 ciudades \| 47 \| 36 \| 11 \| 3844 \| 3357 \| +25 \| \| Incluye datos de: Copa Intercontinental FIBA, Américas Champions League, Liga de Las Américas, y Campeonato Sudamericano de Clubes Campeones. No se incluyen encuentros amistosos. Actualizado hasta el 2021: Sao Paulo 78 - 75 San Lorenzo, Cuartos de final de la Americas Champions League 2021 |                           |                |                     |    |    |    |      |      |        |                                                  |
| | Club                      | País           | Ciudad              | PJ | PG | PP | TF   | TC   | Dif PJ | Primer Partido                                   |
| | Virtus Bolonia            | Italia         | Bolonia             | 1  | 0  | 1  | 57   | 75   | -1     | Copa Intercontinental 2019: D: 57-75             |
| | AEK Atenas                | Grecia         | Atenas              | 1  | 0  | 1  | 64   | 86   | -1     | Copa Intercontinental 2019: D: 64-86             |
| |                           |                |                     |    |    |    |      |      |        |                                                  |
| | Austin Spurs              | Estados Unidos | Austin, Texas       | 1  | 1  | 0  | 77   | 59   | +1     | Copa Intercontinental 2019: V: 77-59             |
| | Rio Grande Valley Vipers  | Estados Unidos | Edinburg, Texas     | 1  | 1  | 0  | 96   | 90   | +1     | Copa Intercontinental 2020: V: 96-90             |
| | Fuerza Regia              | México         | Monterrey           | 1  | 1  | 0  | 83   | 59   | +1     | Liga de las Americas 2018 - Grupo E: V: 83-59    |
| | Capitanes de Arecibo      | Puerto Rico    | Arecibo             | 2  | 2  | 0  | 177  | 125  | +2     | Liga de las Americas 2017 - Grupo C: V: 82-63    |
| | Leones de Ponce           | Puerto Rico    | Ponce               | 1  | 0  | 1  | 107  | 115  | -1     | Liga de las Americas 2017 - Grupo F: D: 107-115  |
| |                           |                |                     |    |    |    |      |      |        |                                                  |
| | Estudiantes de Concordia  | Argentina      | Concordia           | 1  | 1  | 0  | 101  | 78   | +1     | Liga de Las Américas 2018 - Semifinal: V: 101-78 |
| | Ferro                     | Argentina      | Buenos Aires        | 1  | 1  | 0  | 73   | 65   | +1     | Liga de Las Américas 2018 - Grupo E: V: 73-65    |
| | Obras Sanitarias          | Argentina      | Buenos Aires        | 2  | 2  | 0  | 173  | 154  | +2     | Champions '21 - Grupo C: V: 86-81                |
| | San Martín de Corrientes  | Argentina      | Corrientes          | 1  | 1  | 0  | 71   | 59   | +1     | Liga de Las Américas 2019 - Grupo C: V: 71-59    |
| | Quimsa                    | Argentina      | Santiago del Estero | 3  | 1  | 2  | 281  | 288  | -1     | Champions '19-20 - Semifinal: D: 84-91           |
| | Weber bahia               | Argentina      | Bahía Blanca        | 1  | 0  | 1  | 69   | 89   | -1     | Liga de Las Américas 2017 - Grupo F: D: 69-89    |
| | Paulistano                | Brasil         | São Paulo           | 2  | 2  | 0  | 163  | 140  | +2     | Liga de Las Américas 2018 - Grupo B: V: 87-82    |
| Bandera de ? | Río Grande                | Brasil         | Desconocido         | 1  | 1  | 0  | 70   | 47   | +1     | Sudamericano 1958: V: 70-47                      |
| | Franca B.C.               | Brasil         | Franca              | 5  | 4  | 1  | 373  | 362  | +1     | Champions '19-20 - Cuartos de final: D: 59-75    |
| | Mogi das Cruzes           | Brasil         | Mogi das Cruzes     | 6  | 6  | 0  | 540  | 465  | +6     | Liga de Las Américas 2018 - Grupo B: V: 101-96   |
| | São Paulo F.C.            | Brasil         | São Paulo           | 1  | 0  | 1  | 75   | 78   | -1     | Liga de Las Américas 2018 - Grupo B: V: 87-82    |
| | Deportivo Español         | Chile          | Talca               | 1  | 1  | 0  | 116  | 51   | +1     | Liga de Las Américas 2018 - Grupo B: V: 116-51   |
| | Deportivo Las Ánimas      | Chile          | Valdivia            | 2  | 2  | 0  | 182  | 123  | +2     | Liga de Las Américas 2019 - Grupo C: V: 93-70    |
| Universidad de Chile | Universidad de Chile      | Chile          | Santiago de Chile   | 1  | 1  | 0  | 63   | 58   | +1     | Sudamericano 1958: V: 63-58                      |
| | Liga Vallecaucana (†)     | Colombia       | Cali                | 1  | 0  | 1  | 64   | 67   | -1     | Sudamericano 1958: D: 64-67                      |
| | Liga de Quito             | Ecuador        | Quito               | 1  | 1  | 0  | 77   | 55   | +1     | Sudamericano 1958: V: 77-55                      |
| | Sport Oriente             | Ecuador        | Guayaquil           | 1  | 1  | 0  | 68   | 51   | +1     | Sudamericano 1958: V: 68-51                      |
| | Olimpia Kings             | Paraguay       | Asunción            | 1  | 1  | 0  | 65   | 55   | +1     | Sudamericano 1958: V: 65-55                      |
| | Biguá de Villa Biarritz   | Uruguay        | Montevideo          | 2  | 2  | 0  | 201  | 179  | +2     | Champions '19-20 - Grupo A: V: 97-91             |
| | Hebraica y Macabi         | Uruguay        | Montevideo          | 2  | 2  | 0  | 182  | 159  | +2     | Liga de las Americas 2017 - Grupo C: V: 82-75    |
| | Sporting Club Uruguay (†) | Uruguay        | Montevideo          | 1  | 0  | 1  | 56   | 57   | -1     | Sudamericano 1958: D: 56-57                      |
| | Guaros de lara            | Venezuela      | Barquisimeto        | 2  | 1  | 1  | 121  | 127  | 0      | Liga de las Américas 2019 - Grupo F: D: 57-66    |
| | TOTAL                     | 13 paises      | 26 ciudades         | 47 | 36 | 11 | 3844 | 3357 | +25    |                                                  |

## Localía
En 2016 se inauguró el Polideportivo Roberto Pando, donde el básquet fue la primera actividad profesional que se desarrollara en Boedo, tras 30 años de ausencia. El polideportivo tiene capacidad para albergar a más de 2252 espectadores.

## Plantilla actual

### Mercado de Invierno 2025
| Siguen de la temporada 2024-25 | Siguen de la temporada 2024-25 |
| Jugador                        | Posición                       |
| ------------------------------ | ------------------------------ |
| Sebastian Burtin               | Entrenador                     |

| Altas   | Altas    | Altas       |
| Jugador | Posición | Procedencia |
| ------- | -------- | ----------- |
|         |          |             |

| Bajas          | Bajas      | Bajas   |
| Jugador        | Posición   | Destino |
| -------------- | ---------- | ------- |
| Leonardo Costa | Entrenador | Peñarol |
| Gastón Córdoba | Escolta    | Peñarol |
| Iván Basualdo  | Pívot      | Peñarol |

## Rivalidades

### Clásico con Boca Juniors
El clásico principal del básquetbol azulgrana es el Club Atlético Boca Juniors. Además de sus históricos protagonismos en los campeonatos de la era amateur, son los únicos dos equipos de los denominados ''cinco grandes del fútbol argentino'' que compiten en la máxima categoría del deporte y son de los clubes más ganadores y convocantes de la historia del Básquet argentino, además de haberse enfrentado en numerosos encuentros decisivos. Este clásico a tomado mucha relevancia en la Liga Nacional, siendo uno de los más importantes.

#### Historial
San Lorenzo y Boca se han enfrentado en 41 ocasiones, con 22 triunfos del ciclón y 19 para los xeneizes.

### Clásico con Ferro Carril Oeste
Otro clásico rival de San Lorenzo en básquet es el Club Ferro Carril Oeste, siendo este uno de los equipos más laureados a nivel nacional y sudamericano. A pesar de que siempre compartieron una rica historia en el deporte y una cercanía geográfica considerable, la rivalidad se acentuó en los últimos años, cuando ambos militaban en el Torneo Federal de Básquetbol. La misma se mantuvo con el tiempo ya que, casualmente, ambos equipos ascendieron al TNA en 2014 y a la LNB en 2015. Este duelo es denominado comunmente como Clásico Porteño.

## Giras internacionales
San Lorenzo es el primer equipo argentino y octavo a nivel sudamericano en jugar ante uno de la National Basketball Association (NBA), considerada la mejor liga del mundo.
Partidos contra equipos NBA
| 14 de octubre de 2016 | Toronto Raptors                                       | 122–105              | San Lorenzo                                                 | Toronto |  |
|                       | Parciales: 32-22, 21-33, 34-27, 35-23                 |                      |                                                             | |  |
|                       | Estadísticas F. VanVleet 31 J. Poeltl 6 F. VanVleet 5 | Reporte Pts Reb Asts | Estadísticas 22 J. Meyinsse 7 (Dos jugadores) 11 N. Aguirre | Pabellón: Air Canada Centre Asistencia: 15.113 espectadores Árbitros: Pat Fraher, Lauren Holtkamp y Scott Wall |  |

| 7 de octubre de 2019 | Cleveland Cavaliers                                   | 120–89               | Boedo Ravens                                           | Cleveland |  |
|                      | Parciales: 21-24, 43-29, 26-21, 30-15                 |                      |                                                        | |  |
|                      | Estadísticas J. Clarkson 17 T. Thompson 10 C. Osman 5 | Reporte Pts Reb Asts | Estadísticas 20 E. Batista 11 J. Williams 7 N. Aguirre | Pabellón: Rocket Mortgage FieldHouse Asistencia: 9.902 espectadores Árbitros: Brent Barnaky Ken Mauer Phenizee Ransom |  |

Partidos contra equipos de Europa
| 12 de septiembre de 2017 | Real Madrid                           | 81–84                | San Lorenzo                 | Madrid |  |
|                          | Parciales: 19-26, 23-15, 26-18, 13-25 |                      |                             | |  |
|                          | Estadísticas F. Campazzo 16 ' '       | Reporte Pts Reb Asts | Estadísticas 25 D. Tucker ' | Pabellón: Pabellón Príncipe Felipe Asistencia: 1.500 espectadores Árbitros: Martínez Fernández, Zamorano y Serrano |  |

| 15 de septiembre de 2017 | Barcelona                                            | 85– 95               | San Lorenzo                                  | Cataluña                                                            |  |
|                          | Parciales: 19-31, 20-25, 23-19, 23-20                |                      |                                              |                                                                     |  |
|                          | Estadísticas A. Moerman 21 A. Moerman 5 T. Heurtel 7 | Reporte Pts Reb Asts | Estadísticas 23 G. Deck 14 G. Deck 4 M. Mata | Pabellón: Pabellón de Balaguer Árbitros: O. Perea, J. Oyón y V. Mas |  |

| 15 de febrero de 2019 Copa Intercontinental FIBA | San Lorenzo                                                 | 64–86                | AEK Atenas                                                                        | Río de Janeiro                                                                          |  |
|                                                  | Parciales: 13–18, 13–27, 28–23, 10–18                       |                      |                                                                                   |                                                                                         |  |
|                                                  | Estadísticas Dar Tucker 17 Joel Anthony 9 Mathías Calfani 5 | Reporte Pts Reb Asts | Estadísticas 15 Delroy James y Dušan Šakota 8 Delroy James 5 Vasilis Xanthopoulos | Pabellón: Arena Carioca 1 Árbitros: Roberto Vázquez Boris Krejic Omar Bermúdez Mariscal |  |

| 7 de febrero de 2020 Copa Intercontinental FIBA | Segafredo Virtus Bologna                           | 75–57                | San Lorenzo                                                     | San Cristóbal de La Laguna                                                                |  |
|                                                 | Parciales: 23−10, 8−17, 21−15, 23−15               |                      |                                                                 |                                                                                           |  |
|                                                 | Estadísticas Hunter 16 Ricci 10 Marble, Marković 4 | Reporte Pts Reb Asts | Estadísticas Tucker 16 Batista, Fjellerup 5 Batista, González 3 | Pabellón: Santiago Martín Arena Árbitros: Jorge Vázquez Matthew Kallio Mārtiņš Kozlovskis |  |

### Europa
En 1971, realizó una gira por Europa, un hecho inédito para el básquet nacional. La delegación estuvo conformada por los siguientes jugadores: Oscar Visciglia, Gustavo Aguirre, Carlos Perroni, Carlos Garro, Dante Massolini, Norberto Pacheco, Carlos Perales, Abel Rojas, Néstor Delgui y Emilio Dumani. Edgard Parizzia era el entrenador. En aquella oportunidad, vencieron al club de Yugoslavia, jugaron contra el seleccionado de España y superaron a seis equipos distintos de Italia. En esa gira, nace el apodo de La Catedral, sobre la base de una declaración de Dumani: "Este es un equipo que siempre da pelea, nunca se apaga... como las luces de una catedral".
| Detalles de la Gira | Detalles de la Gira           | Detalles de la Gira |
| Ciudad              | Rival                         | Resultado           |
| ------------------- | ----------------------------- | ------------------- |
| Balaguer            | Selección de España           | 49-94               |
| Balaguer            | Gillete College               | 73-75               |
| Balaguer            | OKK Belgrado                  | 78-74               |
| Bari                | OKK Belgrado                  | 88-89               |
| Bari                | Partenope Napoli Basket       | 63-93               |
| Bari                | Victoria Libertas Pesaro      | 70-72               |
| Roseto              | Monti Roseto                  | 90-69               |
| Roma                | Pariarca UG Goriziana         | 89-80               |
| Reggio Emilia       | La Torre Reggio Emilia        | 81-57               |
| Brugherio           | Candy Basket S. Albino        | 70-74               |
| Turín               | Riber Auxilium Agnelli Torino | 94-79               |
| Génova              | Athletic Genova               | 75-63               |
| Roma                | Lazio Snadiero                | 93-85               |

### Centroamérica y Estados Unidos
En 1974 realiza otra gira, esta vez a América Central y Estados Unidos.
Rivales
- Miami Biscayne
- Vaqueros de Bayamón
- Colosos de Carabobo
- Robertoni
- Colombia
- Guatemala
- Puerto Rico (juvenil)
- Guatemala (juvenil)

### Canadá
El 14 de octubre de 2016, San Lorenzo enfrentó a los Toronto Raptors en el Air Canada Centre, en lo que significó el primer partido entre un equipo de LNB contra una franquicia de la NBA. El resultado final fue de 123-105 para los canadienses, con un gran desempeño del conjunto argentino durante el primer tiempo (que finalizó 55-53, a favor del CASLA). con 31 puntos de Vanvleet. En San Lorenzo, Meyinsse sumó 20, Mata 18, Aguirre 17 y Deck 16.
Rival
- Toronto Raptors

La actuación de San Lorenzo fue reconocida por los especialistas en el deporte del país. Sergio Hernández, entrenador de la selección argentina de básquetbol, agradeció al CASLA "por dejar tan alto el prestigio del básquetbol argentino". Carlos Delfino felicito al equipo "más allá del resultado" y aseguró que, además de hacer un "gran partido", también tenían un "gran futuro". El diario deportivo Olé le dedicó parte de su tapa y destacó el desempeño de los "cuervos" en el primer tiempo.

### España
En septiembre de 2017, como parte de la pretemporada, San Lorenzo de Almagro viajó rumbo a España para jugar dos partidos amistosos. En esta gira, comenzó la gestión de Pablo D'Angelo como Manager del equipo profesional. El primer juego, el 12 de septiembre fue en la localidad de Arganda del Rey frente el Real Madrid, mientras que el segundo se disputó en la ciudad de Balaguer el 15 del mismo mes ante FC Barcelona. En ambos juegos, el Ciclón de Boedo fue el ganador.
Rivales
- Real Madrid
- Barcelona

### Estados Unidos
El 10 de octubre de 2019, San Lorenzo viajó a los Estados Unidos para enfrentarse a los poderosos Cleveland Cavaliers, en el renovado  Rocket Mortgage Fieldhouse. Fueron renombrados como "Ravens of Boedo", por la cobertura periodística estadounidense del encuentro por cuestiones de márketing.
Finalmente, fue derrota por 120 - 89. Anteriormente jugó un amistoso prepartorio ante un combinado de la G-League, el cual también perdió.
Rival
- Cleveland Cavaliers

## Palmarés
| Torneos Internacionales                          | Torneos Internacionales                                                 | Torneos Internacionales |
| Competición                                      | Títulos                                                                 | Subcampeonatos          |
| ------------------------------------------------ | ----------------------------------------------------------------------- | ----------------------- |
| Liga de las Américas (2)                         | 2018, 2019                                                              |                         |
| Liga Sudamericana                                |                                                                         | 2024                    |
| Sudamericano de Clubes Campeones                 |                                                                         | 1958                    |
| Torneos Nacionales                               |                                                                         |                         |
| Competición                                      | Títulos                                                                 | Subcampeonatos          |
| Liga Nacional de Básquet (5)                     | 2015-16, 2016-17, 2017-18, 2018-19, 2020-21                             |                         |
| Campeonato Argentino de Clubes (1)               | 1958                                                                    | 1943                    |
| Supercopa de La Liga (2)                         | 2017, 2018                                                              |                         |
| Torneo Súper 4 (1)                               | 2016-17                                                                 |                         |
| Torneo Súper 20 (1)                              | 2019                                                                    | 2018                    |
| Cuarta División                                  |                                                                         |                         |
| Torneo Pre-Federal (1)                           | 2013                                                                    |                         |
|                                                  |                                                                         |                         |
| Torneos Locales                                  |                                                                         |                         |
| Competición                                      | Títulos                                                                 | Subcampeonatos          |

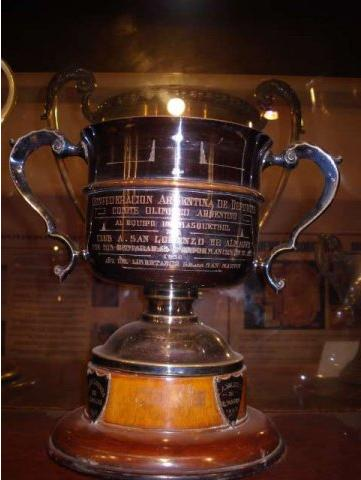
Copa Confederación Argentina de Deportes.

| Campeonato de la Asociación de Buenos Aires (12) | 1942, 1946, 1949, 1950, 1954, 1956, 1957, 1959, 1960, 1968, 1971 y 1973 | Se desconoce.           |
| Torneo Apertura (11)                             | 1942, 1943, 1946, 1949, 1950, 1951, 1952, 1957, 1958, 1966 y 1967       | Se desconoce.           |
| Torneo Metropolitano (6)                         | 1956, 1967, 1968, 1969, 1970 y 1971                                     | Se desconoce.           |

#### Torneos amistosos nacionales e internacionales
- Campeonato internacional Copa DXTV: 2015

## Marcas del club
- Máximo Goleador: Gabriel Deck (1762)
- Más partidos disputados:
- Primer y único equipo argentino en jugar contra uno de la NBA.
- Primer y único equipo en la historia en consagrarse pentacampeón (5 veces seguidas) de la Liga nacional
- Mayor diferencia en un juego de finales: +35 (94-59 frente a Regatas Corrientes, durante la LNB 16-17).
- El único equipo con mayor número de asistencias en una final: 27

## Entrenadores destacados
- Oscar Rigiroli
- Elpidio Pertuzzo
- José Biggi
- Francisco Del Rio
- Alberto Trama
- José Bellino
- Edgardo Parizzia
- Julio Lamas
- Gonzalo García
- Néstor "Che" García
- Silvio Santander

## Jugadores destacados
- José Biggi
- Armando Bo
- Salvador Capece
- Alfredo Belli
- Jaime Pérez
- Francisco Sommariva
- Erio Cassettai
- Oscar Zagatti
- Juan Ruggia
- Ricardo Lanzillota
- Hereberto Fagnani
- Julián Rodríguez
- Edgardo Parizzia
- Oscar Visciglia
- Carlos Perroni
- Dante Massolini
- Carlos Perales
- Alejo Calvo
- Carlos Vasino
- Diego Romero
- Román González
- Lucas Faggiano
- Walter Herrmann
- Nicolás Aguirre
- Marcos Mata
- Eric Flor
- Gabriel Deck
- Selem Safar
- José Vildoza
- Santiago Scala
- Matías Sandes
- Richard Mickey Junior
- Donald Baker
- David Reavis
- Steve Stanford
- Michael Cowan Jazwyn
- Roquez Johnson
- Marcus Elliott
- Jerome Meyinsse
- DeJuan Blair
- Matthew Bryan
- Juan De la Cruz
- Mathías Calfani
- Guillermo Díaz
- Javier Justiz Ferrer
- Dar Tucker
- Joel Anthony
- Donald Sims
- Ramón Clemente